# Агеев, Николай Владимирович
Николай Владимирович Аге́ев (17 (30) июня 1903, Тифлис — 10 сентября 1983, Москва) — российский и советский учёный, физик, химик и металлург, академик АН СССР (1968; член-корреспондент с 1946).

## Биография
В 1925 году — окончил Ленинградский политехнический институт (ЛПИ), после окончания работал там же.
В 1936 году защитил докторскую диссертацию на тему «Физико-химическое исследование интерметаллических молекулярных твёрдых растворов».
В 1938 году переехал в Москву.
В 1938—1951 годах — работал в Институте общей и неорганической химии АН СССР.
В 1940—1942 и 1949—1951 годах арестовывался, впоследствии был реабилитирован.
Член ВКП(б) с 1944 года.
С 1951 года — работал в Институте металлургии им. Байкова АН СССР.
С 1952 года — ответственный редактор журнала «Проблемы современной металлургии».
С 1955 года — главный редактор реферативного журнала «Металлургия».
В 1970—1975 годах — директор Института металлургии имени Байкова АН СССР.

## Научная деятельность
Основные труды посвящены исследованию металлических сплавов, упорядоченности твёрдых растворов, электронной плотности, структуры металлических фаз. В начале научной деятельности изучал вопросы теплового расширения стали, полосчатой структуры углеродистой стали, диффузии примесей в сталь. В дальнейшем занимался разработкой проблемы физико-химического анализа металлических сплавов с помощью рентгеновского метода исследования и к изучению природы химической связи в металлических сплавах методом электронной плотности.

## Награды и память
- два ордена Ленина (27.03.1954; 05.07.1973)
- орден Октябрьской Революции (1975)
- три ордена Трудового Красного Знамени (13.11.1944; 1971)[6]
- орден Дружбы народов (01.07.1983)
- медали[7][8]
- На здании, где в 1925-1936 гг. работал Н. В. Агеев, установлена памятная доска[9].

## Публикации
- Рентгенография металлов и сплавов. Л., 1932.
- Термический анализ металлов и сплавов. Л., 1936
- Химия металлических сплавов. М.-Л., 1941.
- Природа химической связи в металлических сплавах. М.-Л., 1947.